# Gaston Taument
Gaston Taument (Den Haag, 1 oktober 1970) is een Nederlands voormalig profvoetballer die de meeste tijd van zijn carrière gespeeld heeft bij Feyenoord.

## Carrière
Taument, zoon van een Indonesische moeder en een Surinaamse vader, speelde voor hij in 1988 naar Feyenoord kwam voor BTC en VCS. Hij kwam eigenlijk bij toeval bij Feyenoord terecht. Zijn broer Gilbert was uitgenodigd voor een proefwedstrijd, maar die brak zijn been. Toen moest zijn jongere broertje maar komen. Behalve Feyenoord hadden Sparta, FC Den Haag en Ajax belangstelling. 'Feyenoord trok me het meest aan. Ik volg Feyenoord al jaren. Toen ik bij de amateurs speelde was het een grote wens van me om hier nog eens te voetballen', verklaarde hij later.
Taument trainde aanvankelijk bij de A-selectie en speelde in het tweede, maar dat ging niet zo goed. Het was te zwaar voor de jonge speler en Taument werd voorlopig teruggezet naar de landelijke jeugd. Zelf was hij daar ook niet rouwig om. Vervolgens stelden trainer Pim Verbeek en manager Cor van der Gijp hem voor de keus: een jaartje naar Excelsior, of een jaar in het tweede. Het werd Excelsior, maar als rechtermiddenvelder viel hij daar nauwelijks op.
Pas na enige tijd leefde Taument op en hij werd door Verbeek teruggehaald naar Feyenoord. Zelf had hij nog wel een jaartje willen blijven. Vanaf toen werd hij een vaste kracht in Feyenoord 1. Het was vooral de nieuw aangetrokken Roemeense rechtshalf Ioan Sabău achter en naast hem die hem goed deed spelen. Bij Feyenoord won hij vier nationale bekers, de eerste editie van de PTT Telecom Cup en één landskampioenschap en haalde hij de halve finale van de Europacup II 1991/92.
Op 17 mei 1996 verlengde de rechtervleugelspits van Feyenoord en het Nederlands Elftal zijn contract met een jaar. Taument koos opnieuw voor Feyenoord, omdat hij vond dat hij nog lang niet alles in de Kuip had laten zien. Hij ging zijn negende jaar bij Feyenoord in. Taument liet eerder in het seizoen een riant aanbod van Ajax lopen, zoals hij ook eerder al een aanbod van PSV afsloeg omdat hij zich Feyenoorder voelde. Als hij weg zou gaan dan zou het naar het buitenland zijn. In het begin van 1997 maakte hij bekend dat hij na het seizoen naar Portugal zou vertrekken. Benfica werd zijn nieuwe werkgever. Na intermezzo's bij RSC Anderlecht en OFI Kreta sloot hij zijn carrière af bij het Oostenrijkse Rapid Wien in 2002.
Sinds 2012 is hij jeugdtrainer bij Feyenoord en woont hij in Bleiswijk.

## Statistieken
| Seizoen   | Club       | Wedstrijden | Doelpunten |
| --------- | ---------- | ----------- | ---------- |
| 1988/1989 | Feyenoord  | 1           | 0          |
| 1989/1990 | Feyenoord  | 1           | 0          |
| 1989/1990 | Excelsior  | 25          | 1          |
| 1990/1991 | Feyenoord  | 29          | 3          |
| 1991/1992 | Feyenoord  | 32          | 7          |
| 1992/1993 | Feyenoord  | 33          | 9          |
| 1993/1994 | Feyenoord  | 32          | 5          |
| 1994/1995 | Feyenoord  | 17          | 5          |
| 1995/1996 | Feyenoord  | 25          | 3          |
| 1996/1997 | Feyenoord  | 34          | 13         |
| 1997/1998 | Benfica    | 16          | 0          |
| 1997/1998 | Anderlecht | 7           | 1          |
| 1998/1999 | Anderlecht | 4           | 0          |
| 1999/2000 | OFI Kreta  | 15          | 0          |
| 2000/2001 | Rapid Wien | 36          | 3          |
| 2001/2002 | Rapid Wien | 25          | 1          |

## Erelijst
Feyenoord
- KNVB beker

1990/1991; 1991/1992; 1993/1994; 1994/1995
- Landskampioen

1993